# Station Retiers
Station Retiers is een spoorwegstation in de Franse gemeente Retiers. Het wordt bediend door treinen van het netwerk TER Bretagne op het traject Rennes - Châteaubriant.